# Tronquinho e Pão de Queijo
Tronquinho e Pão de Queijo é uma série de desenho animado brasileira produzida pela Gava Produções e animada pela SuperToons. Exibida pelo Gloob desde o dia 9 de novembro de 2015 de segunda à sexta as 15:45 da tarde, teve em sua primeira temporada 26 episódios, cada uma tendo 11 minutos de duração.

## Sinopse
A  história acompanhada a jornada do menino Tronquinho e seu esperto cachorro Pão de Queijo. Usando um mapa mágico dado pelo avô de Tronquinho, eles partem em busca da felicidade, a procurando em lugares e pessoas nessa lúdica caminhada, mas precisarão tomar cuidado, pois a Bruxa Mocrécia, sabendo da ingenuidade do garoto, sempre esta tentando roubar o mapa e atrapalha seus planos.

## Dublagem
Direção de voz: Maíra Góes
Estúdio: Beck Studios
| Personagem        | Voz original   |
| ----------------- | -------------- |
| Tronquinho        | Gabriel Reis   |
| Pão de Queijo     | Marcelo Gárcia |
| Bruxa Mocrécia    | Marcia Morelli |
| Aurélio Fortunato | Júlio Chaves   |
| Pente Fino        | McKeidy Lisita |

## Episódios
| Temporada | Temporada | Episódios | Exibição original      | Exibição original      |
| Temporada | Temporada | Episódios | Estreia de temporada   | Final de temporada     |
| --------- | --------- | --------- | ---------------------- | ---------------------- |
|           | 1         | 26        | 09 de novembro de 2015 | 14 de dezembro de 2015 |